# Kindschaftsrechtsreformgesetz
Das Gesetz zur Reform des Kindschaftsrechts, kurz Kindschaftsrechtsreformgesetz, schaffte zum 1. Juli 1998 den Unterschied zwischen ehelichen und nichtehelichen Kindern ab. Hierdurch ergaben sich zahlreiche Änderungen im Bereich des Abstammungsrechtes (zum Beispiel einheitliche Vaterschaftsanfechtung) und der elterlichen Sorge. Besuchs- und Umgangsrechte nicht sorgeberechtigter Personen wurden erweitert.
Hinter dem Begriff Kindschaftsrechtsreform verbergen sich drei Gesetze. Neben dem Kindschaftsrechtsreformgesetz sind dies das Beistandschaftsgesetz und das Erbrechtsgleichstellungsgesetz.